# Gleb Wladislawowitsch Kalarasch
Gleb Wladislawowitsch Kalarasch (russisch Глеб Владиславович Калараш; * 29. November 1990 in Moskau) ist ein russischer Handballspieler.

## Karriere
Kalarasch nahm an der Europameisterschaft 2016 in Polen teil und erreichte Platz 9 mit dem russischen Team. Bei der Weltmeisterschaft 2017 in Frankreich belegte er mit seiner Mannschaft Platz 12 nach dem Ausscheiden im Achtelfinale. Er spielte von 2017 bis 2018 für den SC Magdeburg in der deutschen Handball-Bundesliga. Daraufhin spielte er für den mazedonischen Handballverein RK Vardar Skopje in der mazedonischen Handball-Super-Liga. Mit Vardar gewann er 2019 die nordmazedonische Meisterschaft sowie die EHF Champions League. Im Juli 2019 schloss sich Kalarasch erneut HK Motor Saporischschja an, jedoch kehrte er schon im August 2019 nach Skopje zurück. 2021 gewann er mit Vardar die nordmazedonische Meisterschaft sowie den nordmazedonischen Pokal. Im September 2021 wechselte er zum deutschen Bundesligisten HBW Balingen-Weilstetten. Nachdem sich die Verletztensituation in Balingen entspannt hatte, wurde sein Vertrag bereits Ende Oktober vorzeitig aufgelöst. Kalarasch unterschrieb zunächst bis zum Ende der Saison 2021/22 bei der MT Melsungen. Dieser Vertrag wurde im Juni 2022 bis Ende 2022 verlängert. Nachdem sich Finn Lemke im Oktober 2022 verletzt hatte, wurde sein Vertrag bis zum Saisonende 2022/23 verlängert. Seit der Saison 2023/24 steht er beim ungarischen Erstligisten OTP-Bank Pick Szeged unter Vertrag. Mit Szeged gewann er 2025 den ungarischen Pokal.
Kalarasch nahm auch mit der russischen Nationalmannschaft an der Weltmeisterschaft 2019 und der Europameisterschaft 2020 teil.

## Privates
Sein Vater Wladislaw Kalarasch, einst selbst Handballprofi in Deutschland, gehörte dem Trainerstab von HK Motor Saporischschja an, wo auch sein Sohn Gleb von 2015 bis 2017 spielte. Gleb Kalarasch ist verheiratet.

## Erfolge
- mit HK Motor:
  - Supercup-Sieger: 2015/16, 2016/17
  - Ukrainischer Meister: 2015/16, 2016/17
  - Ukrainischer Pokalsieger: 2015/16, 2016/17
- mit RK Vardar:
  - EHF Champions League: 2018/19
  - SEHA-Liga: 2018/19
  - Nordmazedonischer Meister: 2018/19, 2020/21
  - Nordmazedonischer Pokalsieger: 2020/21
- mit SC Szeged:
  - Ungarischer Pokalsieger: 2024/25